# Thyestilla
Thyestilla is een kevergeslacht uit de familie van de boktorren (Cerambycidae). De wetenschappelijke naam van het geslacht werd voor het eerst geldig gepubliceerd in 1923 door Aurivillius.

## Soorten
Thyestilla omvat de volgende soorten:
- Thyestilla coerulea Breuning, 1943
- Thyestilla gebleri (Faldermann, 1835)